# Minuteman (missile balistique)
Pour les articles homonymes, voir Minuteman.
Le Minuteman (code LGM-30) est un missile balistique intercontinental (ICBM) américain à ogive thermonucléaire lancé depuis le sol. Seul vecteur terrestre de l'arsenal nucléaire des États-Unis depuis 2005, le Minuteman III (LGM-30G) complète les missiles Trident II lancés depuis la mer et les bombes nucléaires transportées par les bombardiers stratégiques.
Le Minuteman fut le premier ICBM à propergol solide, une technologie lui permettant d’être moins coûteux, moins volumineux et plus rapide à préparer au lancement que ses prédécesseurs à propergols liquides.
Le Minuteman entra en service en 1962 comme arme de dissuasion capable de frapper les villes soviétiques en représailles. Cependant, la concurrence du missile Polaris de l'US Navy, dédié lui aussi au rôle « anti-cités » mais moins vulnérable, incita l'US Air Force à modifier le Minuteman pour en faire une arme « anti-forces », capable de détruire les moyens offensifs adverses. Ainsi ses évolutions, le Minuteman II, en service en 1965, puis le Minuteman III, en service en 1970, améliorèrent la précision et la résilience du système. Le Minuteman III fut à ce titre le premier ICBM mirvé en service, emportant jusqu’à trois ogives, W62 initialement, W78 ou W87 aujourd'hui.
D'un maximum de 1 000 missiles en service dans les années 1970, leur nombre a été graduellement réduit depuis la fin de la guerre froide. En 2018, 400 Minuteman sont déployés à l'intérieur de silos de lancement répartis autour de trois bases militaires dépendant du United States Strategic Command : Francis E. Warren Air Force Base au Wyoming, Malmstrom Air Force Base au Montana et Minot Air Force Base dans le Dakota du Nord. L'US Air Force compte prolonger la durée opérationnelle des missiles au moins jusqu'en 2030.
Le nom « Minuteman » pour ce missile intercontinental balistique (ICBM) US trouve son origine dans l’histoire américaine : Il est inspiré des « Minutemen », des miliciens coloniaux américains qui étaient prêts à se mobiliser en quelques minutes lors de la Guerre d’Indépendance en 1775. L’utilisation du nom évoque la capacité du missile à être lancé rapidement en cas de besoin. Cette dénomination fut utilisée dans divers contextes.

## Histoire
Le Minuteman I qui effectue son premier tir d'essai le 1er février 1962 et le Minuteman II furent en service de 1962 à 1997. Le premier Minuteman III fut déployé en 1969 et devrait demeurer en service jusqu'en 2030 avec les améliorations qui lui ont été apportées. Comparé à ses prédécesseurs de l'époque, le Minuteman avait deux innovations qui lui ont permis de se maintenir longtemps en service : des moteurs à carburant solide et un système de guidage inertiel informatique.
Le carburant solide permit au Minuteman d'être plus rapidement lancé que tout autre type d'ICBM semblable de l'époque, lesquels utilisaient des carburants liquides. Leur mise à feu s'effectue en effet en 32 secondes.

### Edward Hall et les carburants solides
Le Minuteman doit son existence aux efforts du colonel de l'US Air Force Edward N. Hall. En 1956, Hall a pris la tête de la division des carburants solides de la Western Development Division du général Schriever qui avait été originellement créée pour diriger le développement des ICBM Atlas et Titan. Les carburants solides étaient à cette époque déjà couramment utilisés dans les missiles, mais strictement pour des engins à courte portée. Les supérieurs de Hall étaient intéressés par les carburants solides pour les missiles de courte et moyenne portées, en particulier dans le cadre d'une utilisation en Europe où leur temps de réaction court serait un avantage face à une attaque par des avions soviétiques. Hall était convaincu qu'ils pourraient être utilisés sur un missile à longue portée (5 500 milles nautiques, 10 200 kilomètres).
Pour atteindre la poussée requise par un ICBM, Hall décida de financer la recherche dans les propergols composites à perchlorate d'ammonium chez Boeing et Thiokol. Adaptant un concept développé au Royaume-Uni, les ingénieurs moulèrent le carburant solide dans de larges cylindres avec un trou en forme d’étoile au centre sur toute la longueur. Ce trou permettait au carburant de brûler sur toute la longueur du cylindre plutôt que depuis une extrémité comme c’était le cas avec les conceptions précédentes. La vitesse de combustion accrue permit un accroissement de la poussée. Elle permit aussi une répartition homogène de la chaleur générée sur l'ensemble de l’étage plutôt que son extrémité car la combustion prenait désormais place de l’intérieur vers l’extérieur, n'atteignant les parois du fuselage qu'au dernier moment. Auparavant, la combustion étant localisée à une extrémité, une petite section du fuselage était soumise à des températures et pressions extrêmes.
Le guidage des ICBM dépend non seulement de la direction dans laquelle le missile voyage mais aussi du moment précis où ses moteurs sont stoppés. Une poussée trop longue et l'ogive dépassera sa cible, trop courte et elle ne l'atteindra pas. Les carburants solides étant difficilement prévisibles en termes de durée de combustion et leur poussée étant instantanée, ils semblaient un choix douteux considérant la précision nécessaire à l'atteinte d'une cible sur des distances intercontinentales. Cette difficulté, qui paraissait insurmontable, fut simplement résolue par l'ajout de ports dans les tuyères du moteur fusée. Ces valves, commandées par le système de guidage, étaient ouvertes pour réduire la pression si abruptement que la flamme était soufflée et le moteur arrêté.
Les premiers à tirer profit de ces avancées techniques ne furent pas l'US Air Force mais l'US Navy. La Navy avait été impliquée dans un programme commun avec l'US Army pour développer le missile Jupiter, mais était toujours restée insatisfaite du système car elle considérait l'emploi de carburants liquides trop risquée pour un déploiement à bord de ses bâtiments et sous-marins. Les succès rapides du programme de développement des carburants solides alliés à la promesse d'Edward Teller d'ogives nucléaires beaucoup plus légères (projet Nobska) conduisirent la Navy à abandonner le Jupiter pour développer leur propre missile à carburant solide. Ainsi, le travail d'Aerojet et Hall sera adapté au projet Polaris à partir de décembre 1956.

#### Fermes à missiles

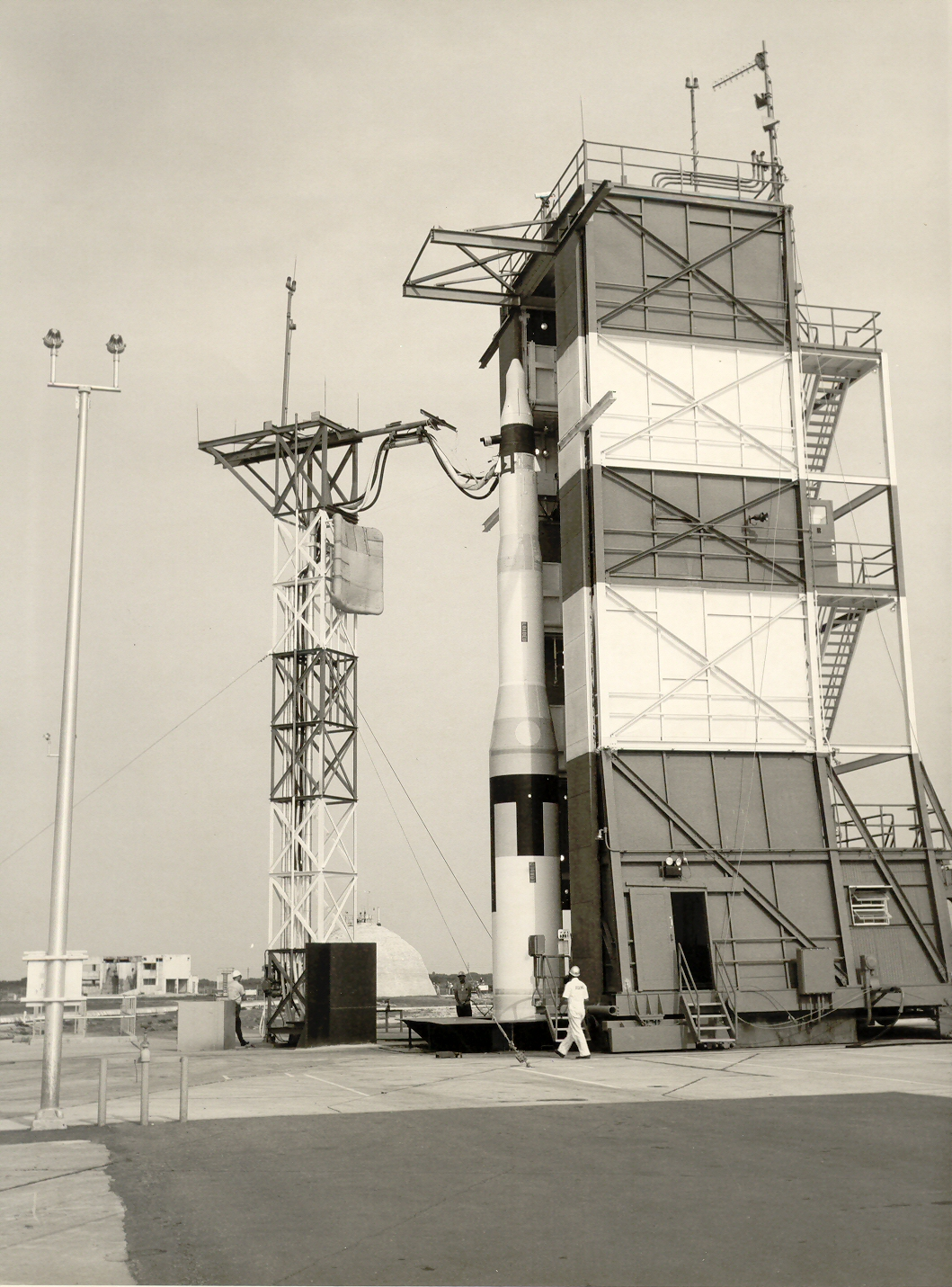
Missile Minuteman I

L'Air Force, contrairement à la Navy, n'avait pas un besoin pressant de développer un ICBM à carburant solide. L'Atlas et le Titan progressaient et des propergols stockables étaient développés qui allaient permettre aux missiles d’être maintenus prêts au lancement pendant de longues durées. Hall, cependant, voyait les carburants solides non seulement comme un moyen d’améliorer les délais de lancement, mais plus généralement comme la façon la plus sure de réduire le coût des ICBM afin que des milliers d'entre eux puissent être assemblés. En effet, un ICBM à carburant solide serait plus simple à construire et entretenir.
Le fait que les nouvelles chaînes de montage informatisées permettraient une production continue et que des équipements similaires permettraient à de petites équipes de gérer des centaines de missiles, Hall proposait de construire des « fermes » rassemblant usines, silos, transport et même recyclage. Chaque ferme aurait en charge entre 1 000 et 1 500 missiles, assemblés en cycles lents mais continus. Des systèmes de diagnostics dans les missiles détecteraient les dysfonctionnements et un missile défectueux serait recyclé pendant qu'un nouveau prendrait sa place dans son silo. La conception du missile minimiserait le coût, réduisant sa taille et sa complexité au détriment d'autres paramètres, comme la précision, la vulnérabilité ou la fiabilité.
Le plan de Hall ne fit pas l’unanimité parmi ses collègues. Ramo-Wooldridge insista pour un système plus précis mais Hall rétorqua que si le rôle du missile était d'attaquer les villes soviétiques : « une force qui assurerait une supériorité numérique sur l'ennemi serait plus dissuasive qu'une force numériquement inférieure mais plus précise. » Hall était connu pour ses « frictions » avec les autres et en 1958 le général Schriever le retira du projet Minuteman pour l'affecter à la supervision du déploiement du missile Thor au Royaume-Uni. À son retour aux États-Unis en 1959, Hall prit sa retraite de l'Air Force. Il recevra sa seconde Legion of Merit l’année suivante pour son travail sur les carburants solides.
Si son concept de ferme à missiles ne se concrétisa pas, à ce moment le travail de Hall sur la réduction des coûts avait déjà porté ses fruits : un nouvel ICBM de 1,8 m de diamètre, bien plus étroit que ses homologues Atlas et Titan larges de 3 m, qui permettrait des silos bien moins coûteux.

### Système de guidage
Le lancement des missiles à longue portée précédents était un processus prenant de 30 à 60 minutes car leurs réservoirs de carburants liquides devaient être préalablement remplis. Bien que longue, cette étape n’était pas alors un écueil car il fallait environ la même durée pour démarrer le système de guidage, le calibrer et y programmer les coordonnées d'une cible. A contrario, le Minuteman devait être lancé en quelques minutes. Bien que le carburant solide éliminait les délais liés au remplissage, les délais associés à la mise en route du système de guidage persistaient. Pour un lancement rapide, le système de guidage devrait être maintenu en fonction et calibré en permanence, ce qui présentait un problème majeur pour les éléments mécaniques le composant, notamment les roulements à billes de ses gyroscopes.
Pour surmonter ce problème, Autonetics avait développé un prototype utilisant des roulements à air qu'il prétendait avoir fait fonctionner en continu de 1952 à 1957. Les ingénieurs de la division avionique de North American Aviation avaient aussi construit une plateforme inertielle en forme de balle pouvant tourner dans deux directions. Cette solution permettait de n'utiliser que deux gyroscopes au lieu de trois habituellement.

#### Ordinateur embarqué à transistors
La troisième avancée majeure était l'utilisation d'un ordinateur numérique universel programmable plutôt qu'un ordinateur analogique dédié. Les missiles précédents utilisaient deux ordinateurs analogiques embarqués : l'un dirigeant le vol du missile d’après une trajectoire programmée, l'autre comparant les informations de la plateforme inertielle avec les coordonnées de la cible et effectuant les corrections. Pour réduire le nombre d’éléments dans le Minuteman, un unique ordinateur, plus rapide, serait employé à réaliser ces deux tâches. L'ordinateur de guidage restant inactif tant que le missile était dans son silo, il pourrait être utilisé pour exécuter un programme surveillant les différents capteurs et testant l’équipement. Dans les conceptions précédentes, cette tâche était effectuée par des systèmes externes requérant des kilomètres supplémentaires de câbles ainsi que de nombreux connecteurs. Afin de stocker plusieurs programmes, l'ordinateur de guidage D-17B utilisait un disque dur à la place d'un tambour.
Construire un ordinateur possédant les performances, le volume et la masse requise nécessitait d'avoir recours aux transistors, qui étaient alors très coûteux et peu fiables. Les tentatives précédentes d'utilisation d'un ordinateur à transistors pour le guidage, avec le SM-64 Navaho, avaient échoué, et fut abandonnée. L'Air Force et Autonetics dépensèrent des millions de dollars pour améliorer de 100 fois la fiabilité des transistors, menant à la spécification "Minuteman high-rel". Les techniques développées permirent de réduire grandement le taux de transistors défectueux, réduisant leur coût de production, ce qui aura un impact majeur sur l'industrie de l'électronique. Le choix d'un ordinateur universel programmable aura un impact à long terme sur le programme Minuteman et les capacités nucléaires américaines en général.

### Missile gap
En 1957, une série de rapports de renseignements suggéraient que les soviétiques étaient loin devant dans la course aux missiles et seraient capables de détruire les bases américaines en une seule frappe d'ici le début des années 1960. S'il fut démontré plus tard que ce « missile gap » était tout aussi fictif que le « bomber gap » annoncé quelques années plus tôt, à la fin des années 1950, la situation était prise très au sérieux.
L'Air Force adressa cette inquiétude en lançant la recherche de solutions pour protéger ses missiles, débutant avec le programme WS-199. Initialement, cette démarche se concentra sur les missiles balistiques air-sol comme le Skybolt. À court terme, l'Air Force décida d'accroître rapidement le nombre de ses vecteurs et le programme Minuteman devint prioritaire en septembre 1958. L'arpentage de sites de déploiement potentiel des silos avait déjà commencé fin 1957.

#### Défense anti-missile
Les efforts soviétiques dans le domaine des missiles antibalistiques, en cours à Sary Shagan, ne faisait que renforcer les inquiétudes des militaires américains. WS-199 fut étendu au développement d'un véhicule de rentrée manœuvrant (MARV) qui compliquerait grandement toute tentative d'interception. Deux conceptions furent testées en 1957, Alpha Draco et le Boost Glide Reentry Vehicle. Ils utilisaient des formes offrant une portance aérodynamique dans la haute atmosphère et pourraient être adaptées aux Minuteman. Ces véhicules de rentrée auraient pris plus de place au sommet des missiles. Pour permettre leur éventuelle intégration, les silos de Minuteman furent construits plus profonds de 4 mètres. Cet espace ne fut pas utilisé pour cette fonction mais permit ultérieurement d'allonger le missile.

### Polaris

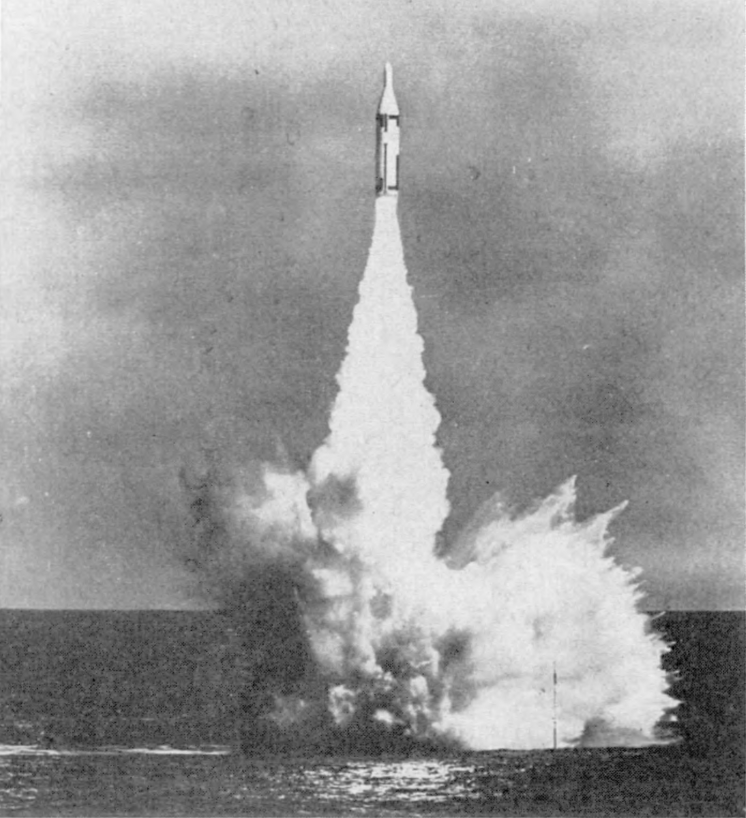
Le MSBS Polaris, moins vulnérable, rendait inutile le Minuteman comme arme « anti-cités ».

Au début du développement du Minuteman, l'Air Force considérait toujours le bombardier stratégique comme l'arme de guerre nucléaire par excellence. Une précision de bombardement aveugle de 460 mètres CEP était attendue et la puissance des bombes était dimensionnée en conséquence pour assurer que même les cibles les plus protégées soient détruites. Le Strategic Air Command (SAC) avait assez de bombardiers pour attaquer toutes les cibles militaires et industrielles de l'URSS.
Les ICBM soviétiques vinrent perturber cette stratégie. Bien que leur précision était faible, de l'ordre de 7 km CEP, ils emportaient une ogive suffisamment puissante pour menacer les bombardiers du SAC parqués en plein air sur leurs bases. Comme il n'y avait pas encore de système capable de détecter le lancement des ICBM, une attaque surprise avec une dizaine de missiles pourrait détruire une portion significative de la flotte du SAC.
Dans ce contexte, l'Air Force voyait ses propres ICBM comme une assurance contre une telle attaque car, protégés dans des silos, ils avaient individuellement de grandes chances de résister à une frappe par un unique missile adverse. Pour tout scénario où les deux camps avaient le même nombre de missiles intercontinentaux, les forces américaines survivraient à une attaque surprise en nombre suffisant pour assurer la destruction de toutes les grandes villes soviétiques en représailles, dissuadant une telle attaque.
Les stratèges américains calculèrent qu'une attaque de « 400 mégatonnes équivalentes » dirigée contre les villes soviétiques anéantirait 30 % de la population et 50 % de l'industrie ennemie. Une attaque plus massive n’accroîtrait que modérément ces valeurs car toutes les cibles les plus larges auraient déjà été touchées. Cela suggérait qu'un niveau de dissuasion limité, autour de 400 mégatonnes, serait suffisant pour prévenir toute attaque soviétique, peu importe le nombre de missiles dont l'adversaire disposerait. Le seul paramètre critique était que suffisamment d'ICBM américains survivent, ce qui semblait probable au vu de la faible précision des ogives soviétiques. En retournant le problème, l'ajout de missiles à l'arsenal de l'Air Force n’éliminait pas le besoin, ni le désir, d'attaquer les cibles militaires soviétiques et l'Air Force soutenait que ses bombardiers étaient le seul vecteur adapté à cette tâche.
Alors que l'Air Force poursuivait le développement de nouveaux bombardiers stratégiques, comme le B-70, il commençait à apparaître que le rôle dissuasif « anti-cités » serait rempli plus efficacement par le MSBS Polaris de la Navy. Le Polaris avait une portée suffisante pour permettre aux sous-marins de se disperser dans les océans et serait donc quasiment invulnérable à une attaque, peu importe le nombre de missiles dont disposeraient les Soviétiques ou la précision qu'ils auraient. Or la Navy commençait la construction d'une vaste flotte de 41 submersibles nucléaires lanceurs d'engins (41 for Freedom) emportant chacun 16 Polaris.
Un mémo de février 1960 par la RAND Corporation, intitulé le « Puzzle Polaris », circula parmi les hauts-gradés de l'Air force. Il suggérait que le Polaris rendait inutile les ICBM si ces derniers étaient eux aussi dirigés vers les villes soviétiques : si le rôle des missiles était de faire peser une menace sur la population soviétique, le Polaris serait une bien meilleure solution que le Minuteman. Ce document a un effet profond sur le futur du programme Minuteman qui, en 1961, prend une vocation « anti-forces ».

### Kennedy
Le test final du Minuteman coïncida avec l’arrivée de John F. Kennedy à la Maison-Blanche. Son secrétaire à la Défense, Robert McNamara, chargé de définir la meilleure défense tout en limitant les dépenses, s'attela à y appliquer une analyse coût avantage. Le coût de production bas du Minuteman en fit un choix inéluctable. Ce choix aura des retombées sur tous les autres programmes jugés moins rentables. En 1962, les coûteux projets de bombardier B-70 de l'Air Force et de missile antibalistique Nike-Zeus de l'Army, qui proposaient une autre façon de prévenir une attaque surprise, sont annulés. En 1965, l'Atlas et le Titan sont retirés du service et le déploiement du Titan II considérablement limité. Étant donné la taille et la complexité des missiles soviétiques, à carburants liquides, une course à la construction d'ICBM en serait une que l'URSS ne pourrait pas se payer.

### Anti-force
Le Minuteman fut développé comme une arme de non-emploi économique assurant la dissuasion nucléaire par sa capacité de riposte « anti-cités ». Mais un ensemble de caractéristiques allaient permettre sa transformation en une arme de guerre nucléaire, une arme « anti-forces » que désirait l'Air Force pour justifier son déploiement.
La première de ces caractéristiques était son ordinateur numérique programmable. En effet, la masse de la terre affecte la trajectoire des missiles. Cependant, cette masse n'est pas homogène et connaître sa répartition précise est impérative pour assurer la précision de la trajectoire à l’échelle continentale. C'est pourquoi, durant les années 1960, la Defense Mapping Agency (maintenant partie du National Geospatial-Intelligence Agency) s’efforçait de produire des cartes de plus en plus détaillées de la concentration des masses dans la Terre. Avec le Minuteman, ces informations pouvaient désormais être mise à jour facilement en téléversant de nouvelles trajectoires dans la mémoire de son ordinateur alors qu'avec les ICBM précédents, les informations étaient directement encodées dans l'ordinateur et nécessiteraient son remplacement. C'est ainsi que, déployés en 1962 avec une erreur circulaire probable (CEP) d'environ 2 kilomètres, la précision des Minuteman fut amenée en 1965 à 1,1 kilomètre sans changements physiques aux missiles ou à leurs systèmes de guidage inertiel.
À ces niveaux de précision, le Minuteman se rapprochait des bombardiers stratégiques. Une petite amélioration pourrait lui donner la même précision. Autonetics en commença le développement avant même que le missile n'entre en service.

### Minuteman I (LGM-30A/B ou SM-80/HSM-80A)

#### Déploiement

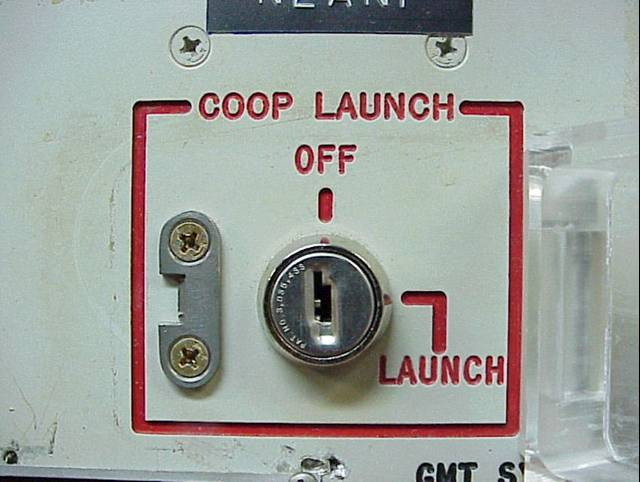
Exemple de serrure servant à autoriser le lancement d'un missile Minuteman I.

Le LGM-30A Minuteman I est entré dans l'arsenal du Strategic Air Command en 1962, près de la base Malmstrom Air Force Base au Montana. La première escadrille est déclarée opérationnelle avec 60 ICBM de ce type répartis en 6 formations de 10 missiles au début de l'année 1963. La version ultérieure LGM-30B Minuteman I a été mise en service près de : Ellsworth Air Force Base en Dakota du Sud, Minot Air Force Base en Dakota du Nord, Francis E. Warren Air Force Base au Wyoming et Whiteman Air Force Base au Missouri en 1963.
Tous les 800 missiles Minuteman I furent opérationnels en juin 1965. Chaque base était entourée de 150 missiles, excepté la Francis E. Warren Air Force Base qui avait 200 missiles. Les missiles Minuteman I pouvaient emporter des ogives W56 ou des W59.

#### Guidage

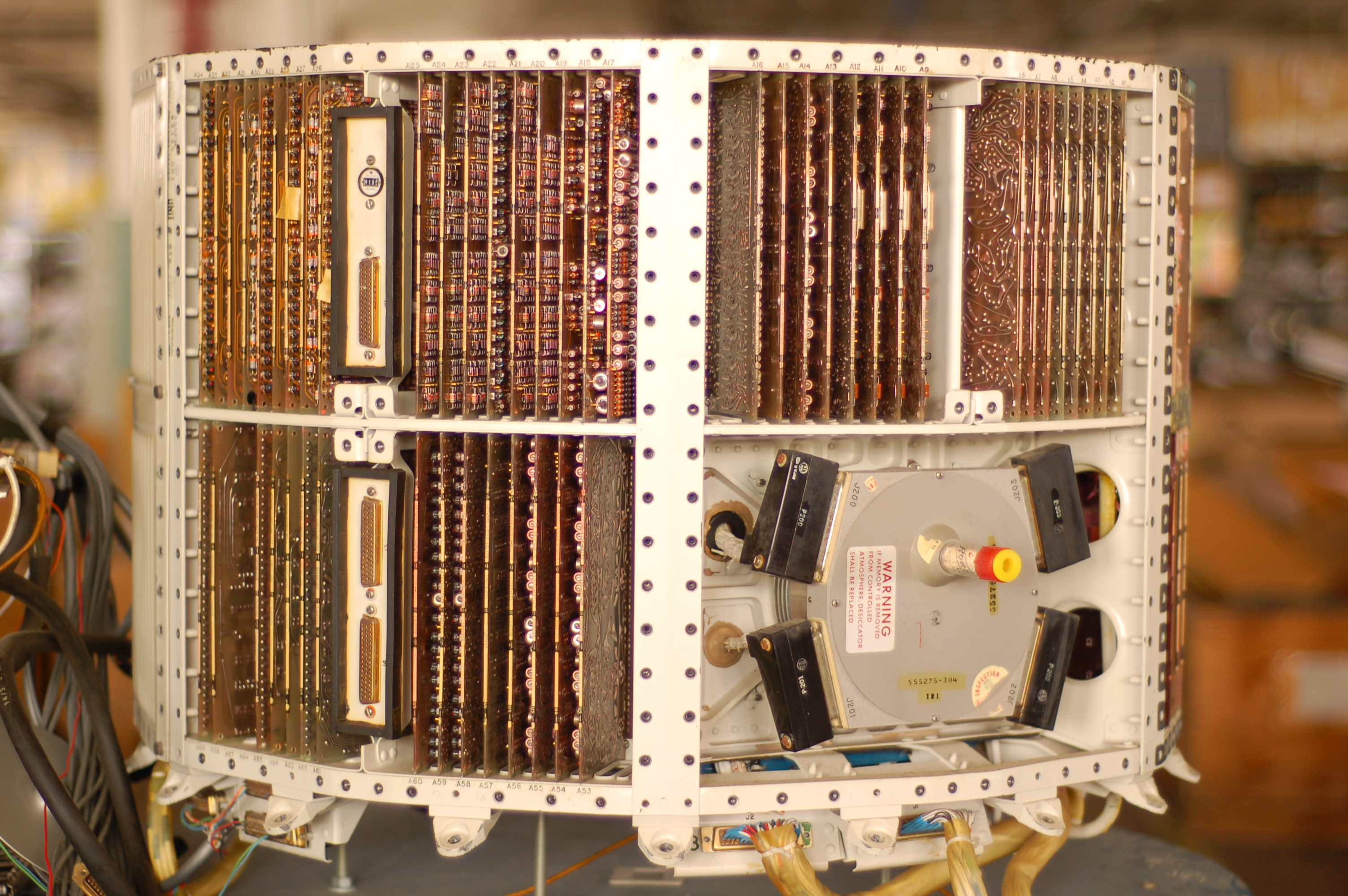
Ordinateur Autonetics D-17B du système de guidage des missiles Minuteman I.

Le système de guidage NS-10Q utilisé par le Minuteman I était composé, en sus d'une plateforme inertielle et d'une alimentation électrique, d'un ordinateur Autonetics D-17B (en). Le D-17B utilisait un système de disques magnétiques tournant sur des roulements à billes. Il contenait 2 560 mots de 24 bits répartis sur 20 pistes (non réinscriptibles une fois écrites) et une piste modifiable contenant 128 mots. Un disque faisait un tour complet en 10 ms. Le D-17B faisait aussi de courtes boucles pour accéder à certaines données plus rapidement.
En 30 ms, soit trois tours de disque, le D-17B faisait tous les calculs de base. Pour les opérations au sol, la plate-forme inertielle était alignée et les corrections gyroscopiques étaient effectuées. En vol, il effectuait les corrections de poussée en envoyant des commandes aux fusées d'appoint.
Au contraire des ordinateurs modernes, qui utilisent le disque dur comme mémoire secondaire, le disque contenait la mémoire vive de l'ordinateur. Il était vu comme résistant aux radiations émises par les explosions nucléaires, ce qui en faisait un médium idéal.
Le coût de ces systèmes allait d'environ 139 000 dollars (pour le D-37C) à 250 000 dollars (pour le D-17B).

### Minuteman II (LGM-30F)

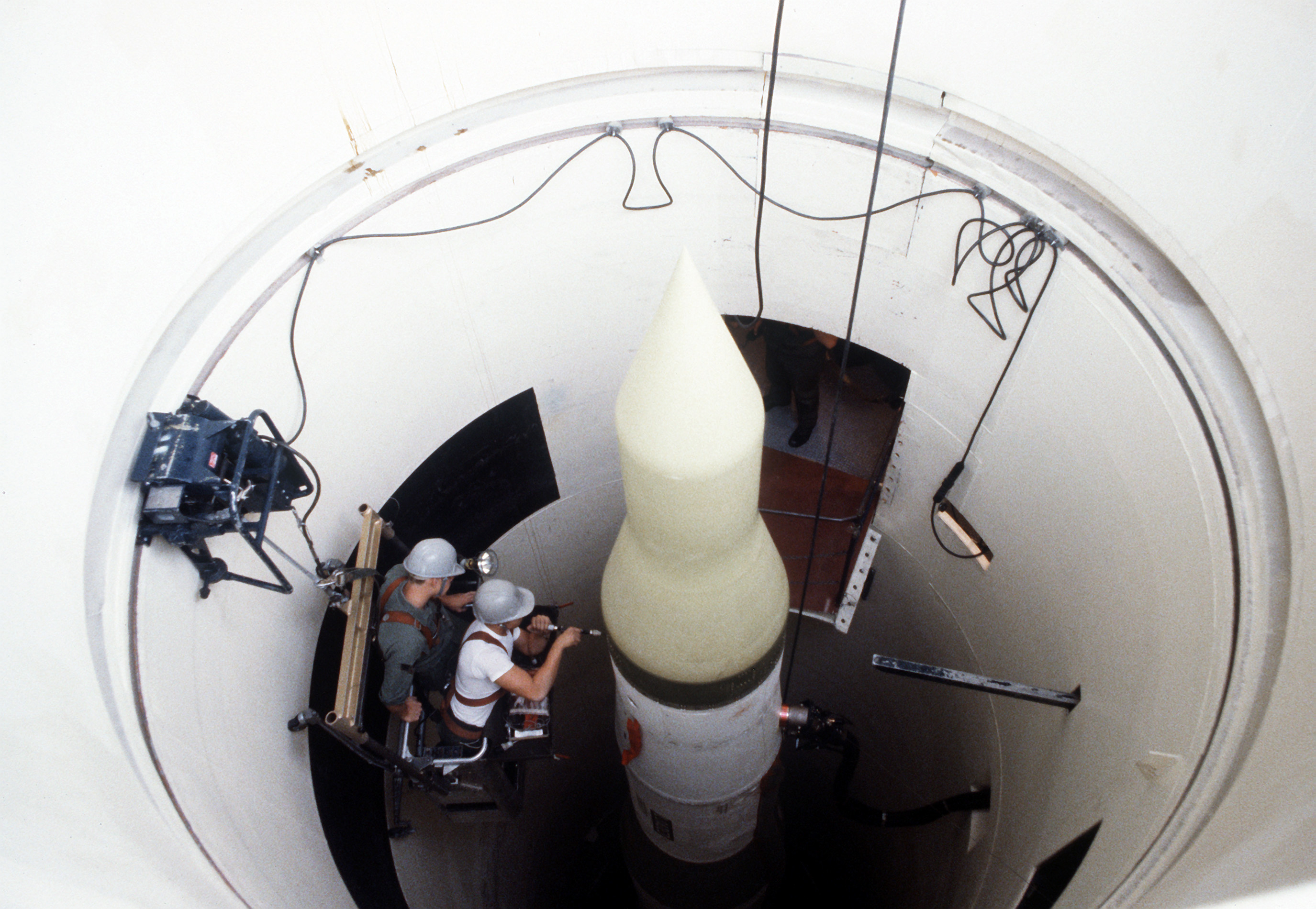
Minuteman II dans son silo de lancement à Whiteman Air Force Base en 1980.

Le LGM-30F Minuteman II est une version améliorée du Minuteman I. Son développement a débuté en 1962 quand les missiles Minuteman I ont été intégrés à l'arsenal nucléaire du Strategic Air Command. Sa production et son déploiement ont commencé en 1965 pour s'achever en 1967.
La modernisation du missile s'est surtout faite sur les plans du lancement et du contrôle. Cela a permis de réduire le temps de réaction face à une agression ennemie et à augmenter la fiabilité du missile exposé à une attaque nucléaire. Des changements ont été apportés pour augmenter la compatibilité avec le LGM-118A Peacekeeper, destiné à éventuellement remplacer les missiles Minuteman.
Chaque missile Minuteman II avait une portée plus grande et son système de guidage avait une meilleure précision azimutale, deux améliorations qui ont permis aux stratèges militaires américains de viser des cibles plus précisément et en plus grand nombre.
Comparé au Minuteman I, les changements les plus importants apportées au Minuteman II étaient :
- Un moteur amélioré dans le premier étage, ce qui augmentait sa fiabilité.
- Un moteur plus gros dans le deuxième étage, lequel venait avec un injecteur à liquide destiné à augmenter la portée du missile. Des améliorations furent aussi apportées à sa fiabilité.
- Un système de guidage amélioré, lequel comprenait des circuits intégrés et des composantes électroniques miniaturisées. C'est le premier missile américain à avoir recours à cette technologie. Leur utilisation a permis au missile de viser plusieurs cibles à la fois, tout en augmentant la précision et la fiabilité du missile. Le système de guidage a vu à la fois sa taille et sa masse diminuer. Le recours aux circuits intégrés a aussi augmenté la capacité du système de guidage à fonctionner dans un milieu exposé à des radiations en provenance d'explosions nucléaires.
- Un système qui facilitait la pénétration des défenses anti-missiles.
- Chaque missile emportait un véhicule de rentrée Mark 11C, lequel contenait un W56 capable de produire une explosion de 1,2 mégatonne. Cette charge nucléaire plus élevée augmentait les chances de succès.

Le programme Minuteman II a été essentiel au développement économique de l'industrie du circuit intégré. C'est le premier objet produit en série qui intégrait un ordinateur conçu à partir de circuits intégrés (le D-37C d'Autonetics), il a d'ailleurs été le seul consommateur de ce type d'ordinateur de 1962 à 1967. L'ordinateur comprenait des circuits fabriqués par Texas Instruments de types logique diode-transistor et logique diode. Le seul autre ordinateur qui fit appel à cette technologie, destiné à contrôler les missions Apollo, avait des contraintes semblables du point de vue de la masse et de la fiabilité. L'ordinateur qui contrôlait le vol du Minuteman II continuait à utiliser des disques comme mémoire vive.
Plusieurs de ces missiles ont servi de vecteur au système de communication d'urgence AN/DRC-8 Emergency Rocket Communications System (en), un petit satellite de communication, de 1968 à octobre 1991.

### Minuteman III (LGM-30G)

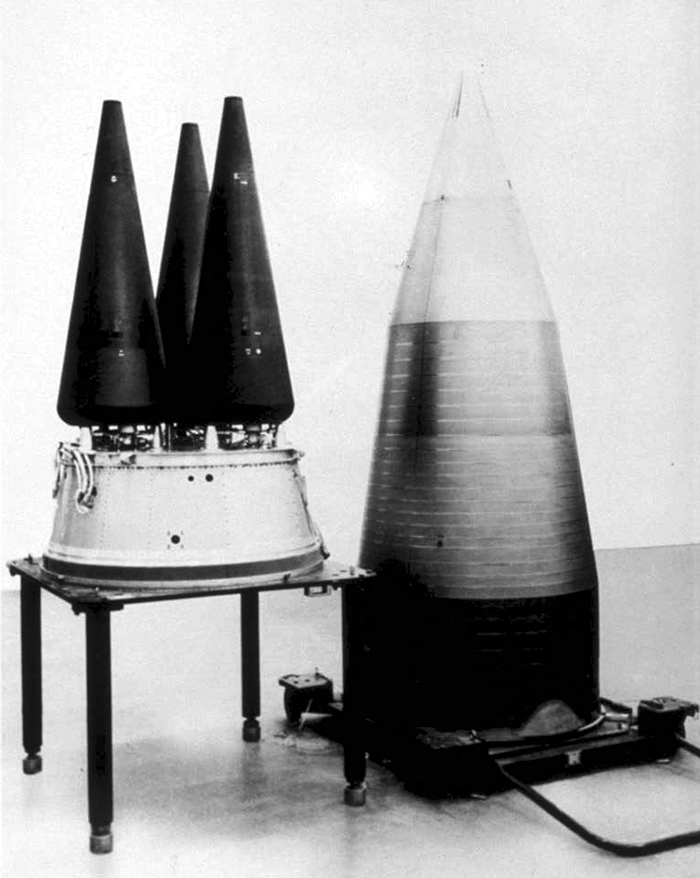
3 véhicules de rentrée Mark 12A contenant les charges explosives W78 (à gauche) sont contenues sous la coiffe du missile Minuteman III (à droite).

Le missile LGM-30G Minuteman III est une version améliorée du Minuteman II. Sa conception a débuté en 1966. Une fois le déploiement complété, le parc contient 450 Minuteman III. Entré en service en 1970, il a été amélioré du point de vue de la précision de guidage et de la puissance des charges explosives entre 1970 et décembre 1978, date de la fin de sa fabrication. En septembre 2013, l'inventaire total est de 574 missiles (450 MM III en service actif plus 124 destinés à des tests et vols d'essai). Au 1er septembre 2015, celui-ci est de 441 missiles en service actif et 249 non-déployés (réserve plus ceux destinés aux tests) ; 441 silos à missile sont opérationnels, 13 non-opérationnels, et 4 servent aux tests.
La plupart des modifications furent apportées au dernier étage et au véhicule de rentrée. Le troisième étage a reçu un nouveau moteur à injection, qui a augmenté la précision lorsque comparé au moteur antérieur à quatre valves. Le véhicule de rentrée offre plus de flexibilité, contient plus de contre-mesures pour faciliter la pénétration des défenses anti-missiles, a une meilleure capacité de survie après une attaque nucléaire et voit sa capacité d'emport augmentée.
Le missile Minuteman III contient des améliorations notables :
- Un plus gros moteur dans le troisième étage pour améliorer ses performances, moteur venant avec un bec pour l'injection de liquide, rendant le système plus fiable ;
- Un véhicule de rentrée capable de produire des contre-mesures électroniques, tout comme d'emporter trois charges nucléaires (MIRV) ;
- Un système de propulsion ajouté au véhicule de rentrée (Propulsion System Rocket Engine) pour augmenter sa portée et sa capacité de manœuvre ;
- un système de guidage NS-20A, qui augmente la quantité de mémoire vive, ce qui améliore la précision des tirs. L'ordinateur est moins sensible aux radiations d'origine nucléaire.

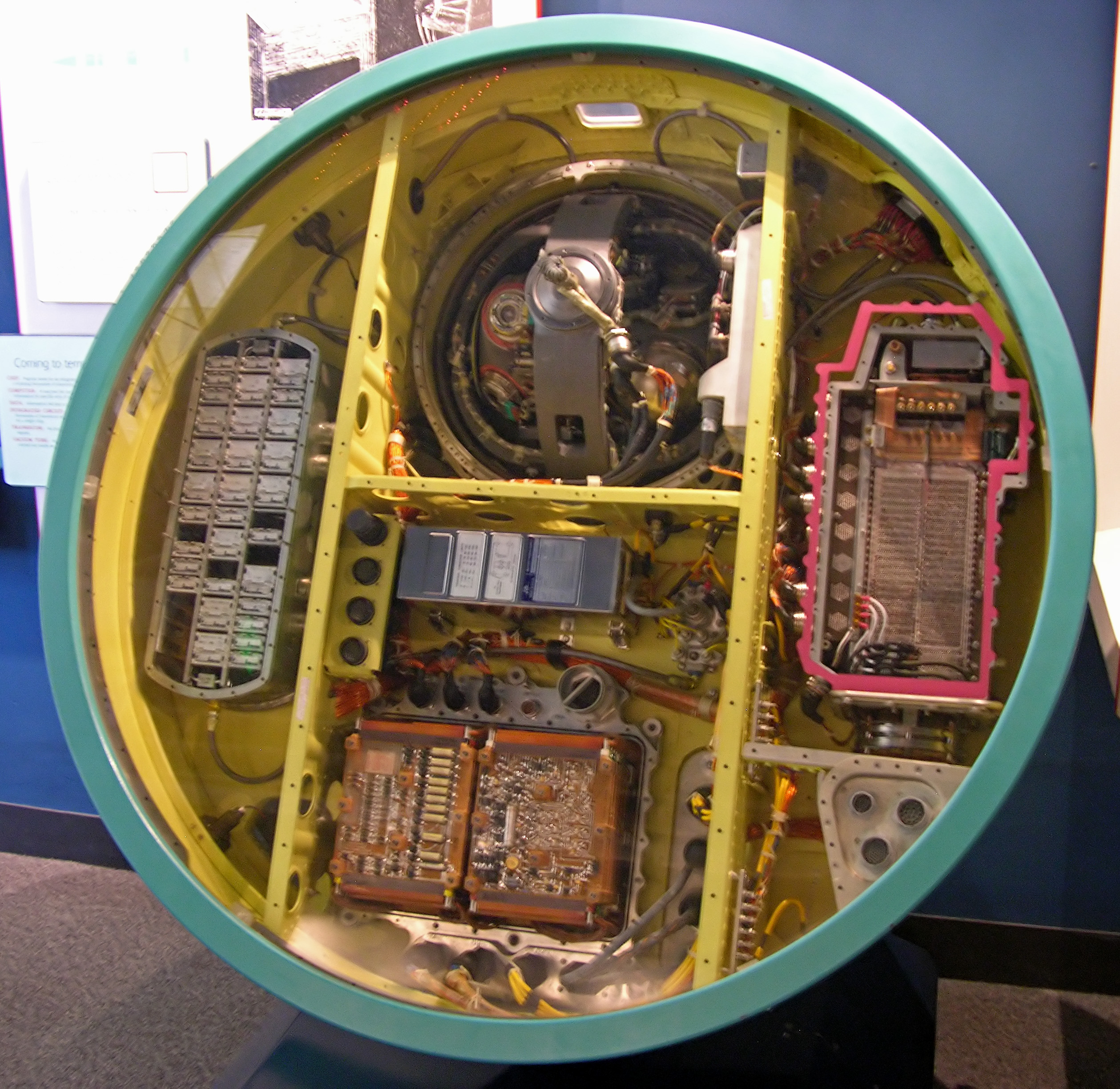
Le système de guidage d'un Minuteman III et son ordinateur D37D (sur la droite).

Le système de guidage NS-20A du Minuteman III a été conçu à la fin des années 1960 et produit entre 1970 et 1978. L'ordinateur D-37D, fabriqué par Autonetics, utilisé au départ, a été remplacé par le Honeywell HDC-701 qui a recours à une technologie différente, remplaçant les disques en rotation par de très petits fils mis à plat sur lesquels la mémoire est écrite par le procédé NDRO ((en) non-destructive read out). En 1993, l'ordinateur de vol fait appel à de la RAM qui résiste aux radiations d'origine nucléaire.
En 2007, l'USAF prévoit de le maintenir en service jusqu'en 2040. Le missile LGM-118A Peacekeeper, un ICBM prévu comme son successeur, a été retiré du service en 2005 à la suite des accords START II.
Guidance Replacement Program
Initié en 1991, le Guidance Replacement Program visait à remplacer le système de guidage NS-20A des Minuteman III, à commencer par son ordinateur. Cette première étape a été achevée en 2008. Ce nouveau système prolonge le temps de service du missile jusqu'à au moins 2030 en remplaçant les parties trop âgées par du matériel technologiquement à jour et plus fiable, tout en maintenant la précision acquise.
Propulsion Replacement Program
Les étages à propulsion solide (les trois premiers étages) des Minuteman III doivent être reconstruits tous les 17 ans. De 1998 à 2009, le second cycle de remplacement, le Propulsion Replacement Program, prolonge la vie, maintient les performances et augmente la fiabilité des missiles en remplaçant les vieux moteurs à poudre par des moteurs plus « écologiques ».
Single Reentry Vehicle
Le programme Single Reentry Vehicle permet aux États-Unis de respecter START I en faisant passer, dans les missiles Minuteman III, le nombre de véhicules de rentrée de trois à un.
Safety Enhanced Reentry Vehicle
Commençant en 2006, les véhicules de rentrée Mk-21/W87 qui équipaient les missiles Peacekeeper sont installés sur les Minuteman III en accord avec les directives du programme Safety Enhanced Reentry Vehicle (SERV). Ils remplacent les véhicules W62 en service, lesquels manquent plusieurs dispositifs de sécurité. SERV permettra aussi d'augmenter la précision du tir. En 2016, 240 des 440 missiles en service en sont équipés.

## Opérateur

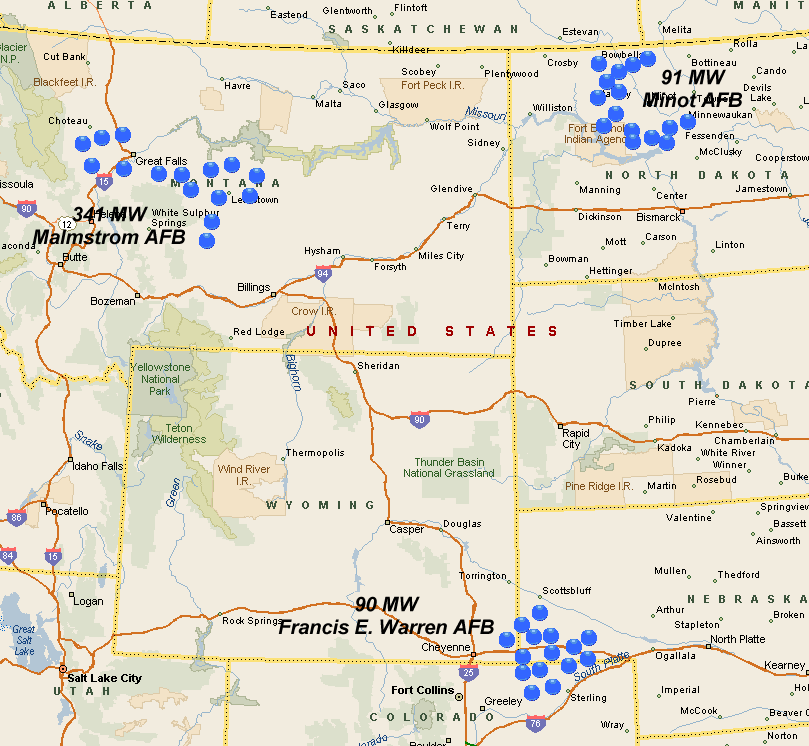
Carte montrant les endroits où sont déployés les LGM-30 Minuteman en 2010.

L'USAF est le seul opérateur des missiles Minuteman III qui sont, depuis 2009, sous la responsabilité du Global Strike Command. Pour remplir sa mission, il maintient trois wings en alerte permanente et une escadrille de test (qui travaille avec des missiles LGM-30G). Pour l'année fiscale 2007, il maintient en état 500 missiles LGM-30 et 50 stations d'alerte. Dans le cadre du traité START, le déploiement des missiles sera graduellement modifié, à terme 400 missiles seront en service et 50 mis en réserve.
L'unité tactique de base du wing Minuteman est l'escadrille, comprenant cinq flights. Chaque flight comprend dix relais de commandes robotisés (Launch Facility - LF) télécommandés par un centre de contrôle de tir (Launch Control Center - LCC) opéré par des humains. Les cinq flights sont interconnectés, permettant à n'importe lequel des LCC de contrôler chacun des LF. Chaque LF est situé à au moins 5,6 km de n'importe lequel des LCC. L'escadrille est autonome vis-à-vis toute autre escadrille (par exemple, les cinq LCC du 319th Missile Squadron ne peuvent contrôler que les 50 LF du 320th Missile Squadron). Le soutien logistique de chaque wing est assuré par un Missile Support Base.

## Spécifications

Séquence de tir du Minuteman III avec MIRV :
1. Le premier étage de propulsion (A) fait sortir le missile de son silo.
2. Environ 60 secondes après le lancement, le deuxième étage de propulsion (B) s'allume, forçant le premier à se détacher. Également, le capot protégeant les charges est éjecté. Avant la séparation, tous les étages du missile ont la même vitesse. Après la séparation, les derniers étages ont toujours cette vitesse acquise.
3. Environ 120 secondes après le lancement, le troisième étage (C) s'allume, forçant le deuxième étage de propulsion à se séparer. Avant la séparation, tous les étages du missile ont la même vitesse. Après la séparation, les derniers étages ont toujours cette vitesse acquise.
4. Environ 180 secondes après le lancement, le « bus » (D) se sépare en allumant son moteur. Avant la séparation, tous les étages du missile ont la même vitesse. Après la séparation, le bus a toujours cette vitesse acquise.
5. Le « bus » corrige la trajectoire et prépare le déploiement des véhicules de rentrée (RV).
6. Les RV et les leurres sont déployés.
7. Les RV et les leurres rentrent dans l'atmosphère à haute vitesse, les ogives sont armées en vol.
8. Les ogives explosent, soit au sol ou dans les airs.

### Caractéristiques

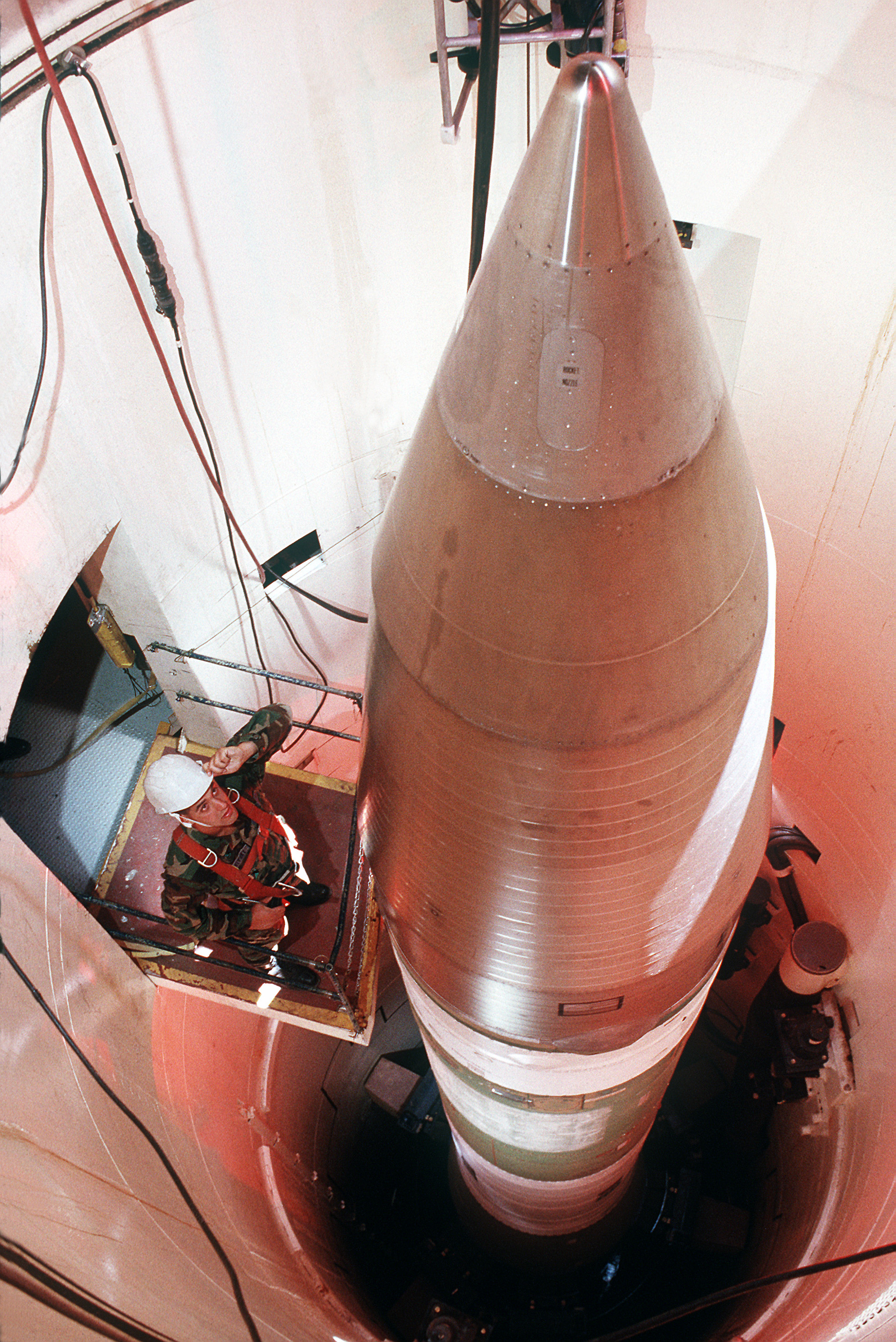
Un Minuteman III dans son silo de lancement. Photographie prise en 1989.

Le Minuteman III est un missile comprenant trois étages de propulsion, chacun contenant un moteur à carburant solide. Il est coiffé du « bus » qui contient un système de propulsion à carburant liquide. Le bus contient également les ogives et des contre-mesures électroniques passives (paillettes, entre autres).
Lorsque le missile atteint une certaine altitude, le bus ajuste la trajectoire finale du véhicule de rentrée et dirige les ogives vers les cibles finales (dans la configuration MIRV). Pour atteindre le plus précisément sa cible, le missile utilise un système de guidage inertiel.
Le système de propulsion du bus est équipé de vannes qui, lorsqu'elles sont ouvertes, réduisent la pression à l'intérieur de la chambre de combustion de façon si abrupte que la combustion est complètement arrêtée. Ceci permet un meilleur ajustement de la trajectoire vers la cible finale.

## Fusées dérivées
Avec le désarmement d'une grande partie des Minuteman, des étages de ces missiles ont été réutilisés. Ainsi le lanceur Minotaur I d'Orbital Sciences combine des étages de Minuteman (premier et deuxième) et de Pégasus pour réaliser un lanceur spatial léger peu couteux.
Dans les années 1980, la première version de la fusée Conestoga faisait déjà appel à des moteurs dérivés du second étage de Minuteman. Un seul lancement a lieu en 1982 et ce fut un échec.

## Photographies

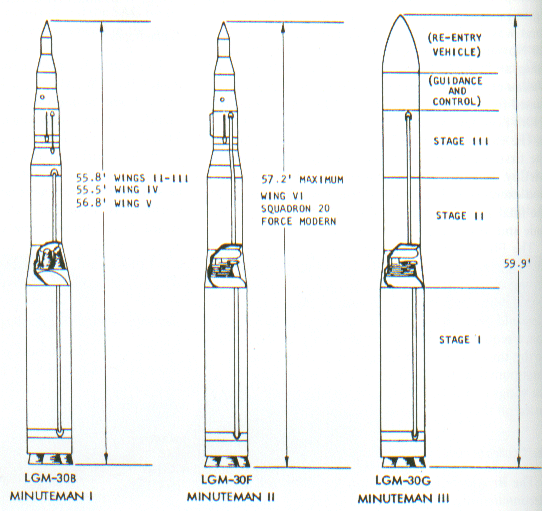
Famille de missiles Minuteman
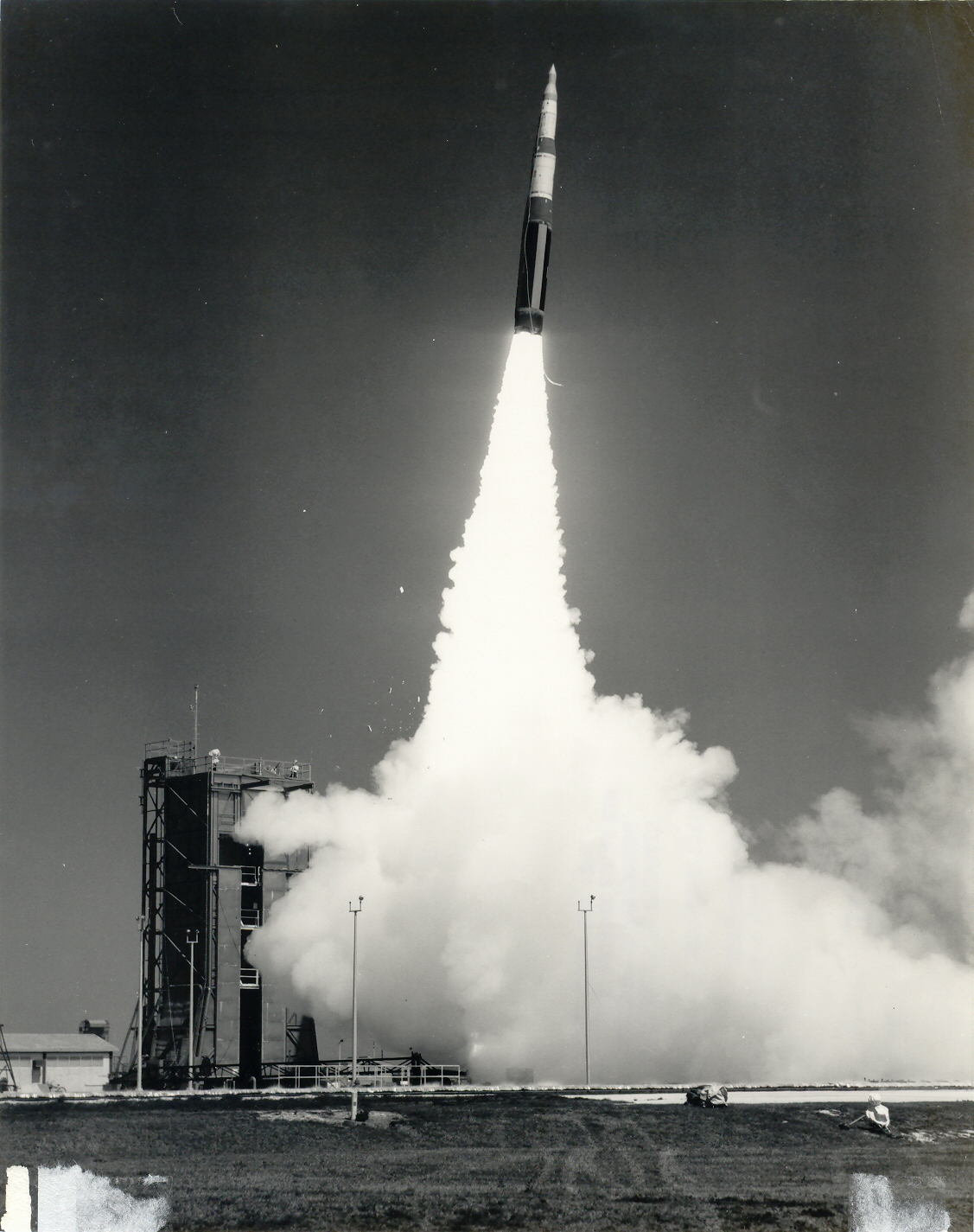
Tir d'un Minuteman II
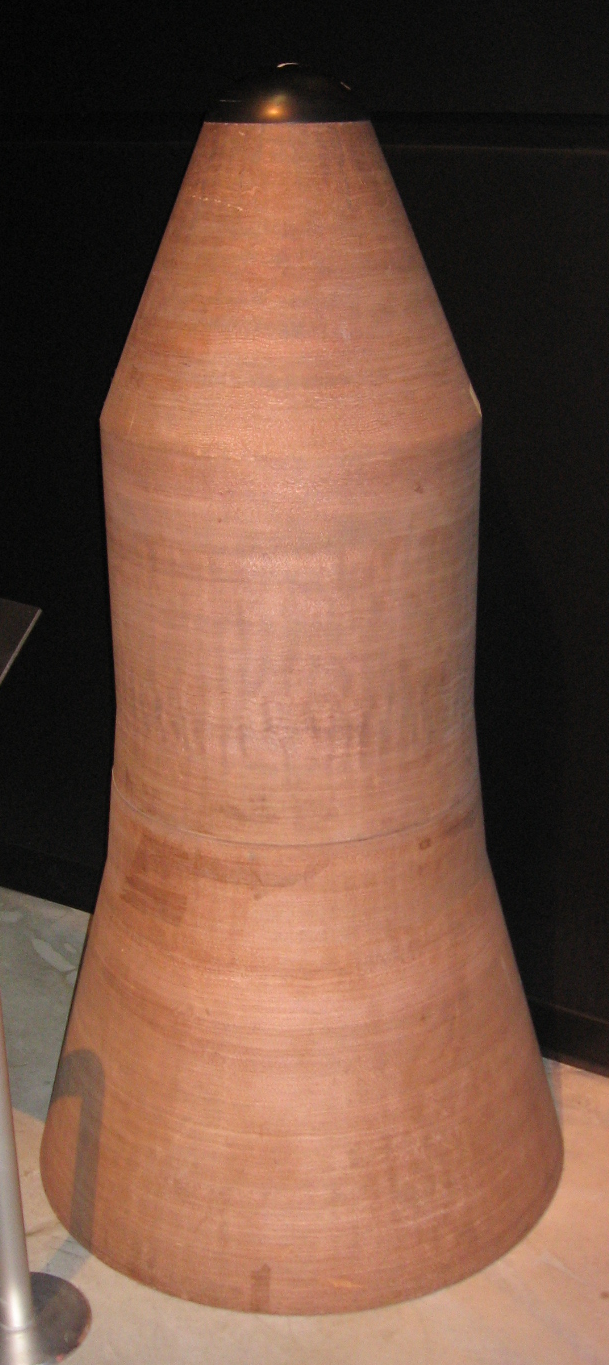
Véhicule de rentrée Mark 5 pour le Minuteman IA
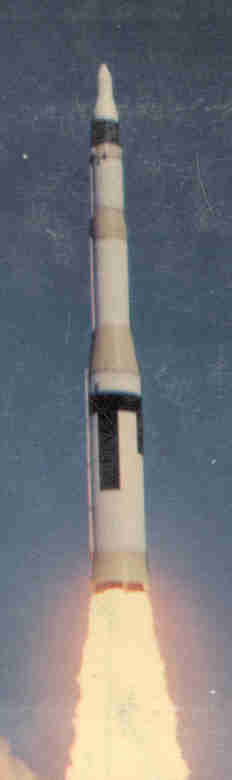
Photo couleur du Minuteman I
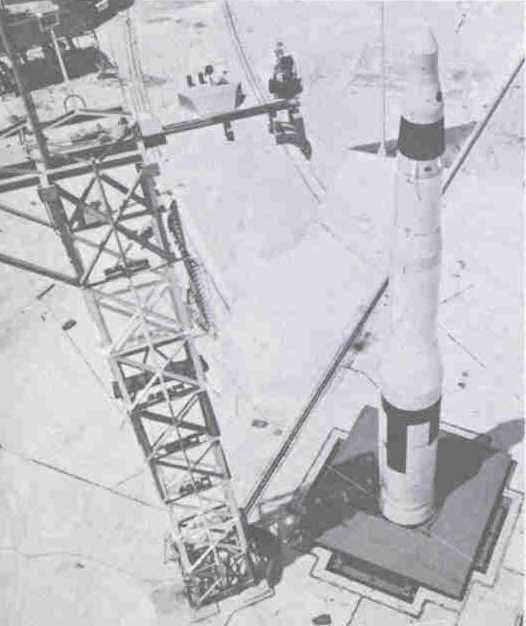
Simulacre de Minuteman
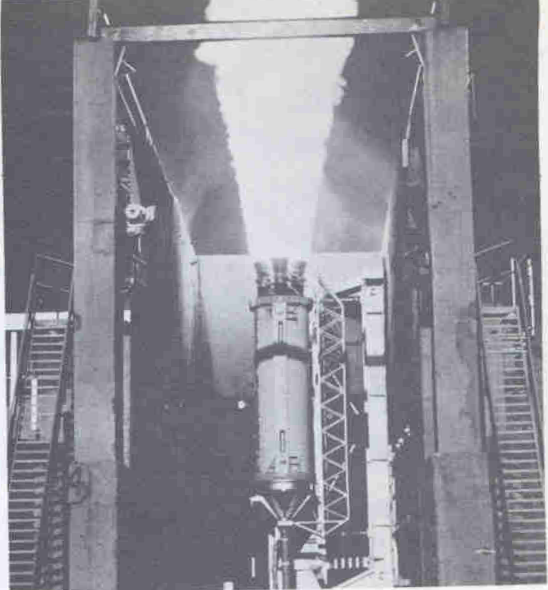
Mise à feu sur place d'un étage
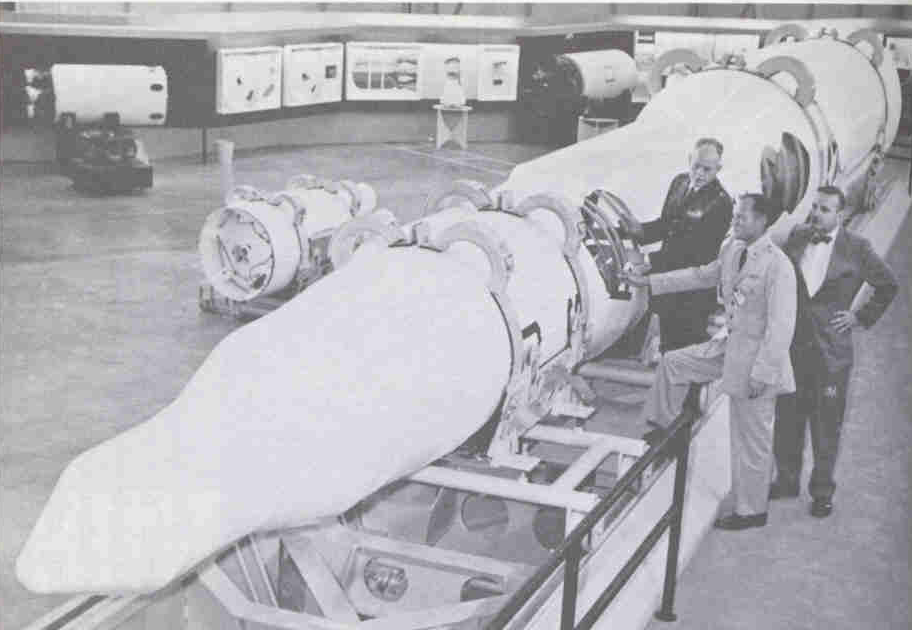
Inspection d'un Minuteman I
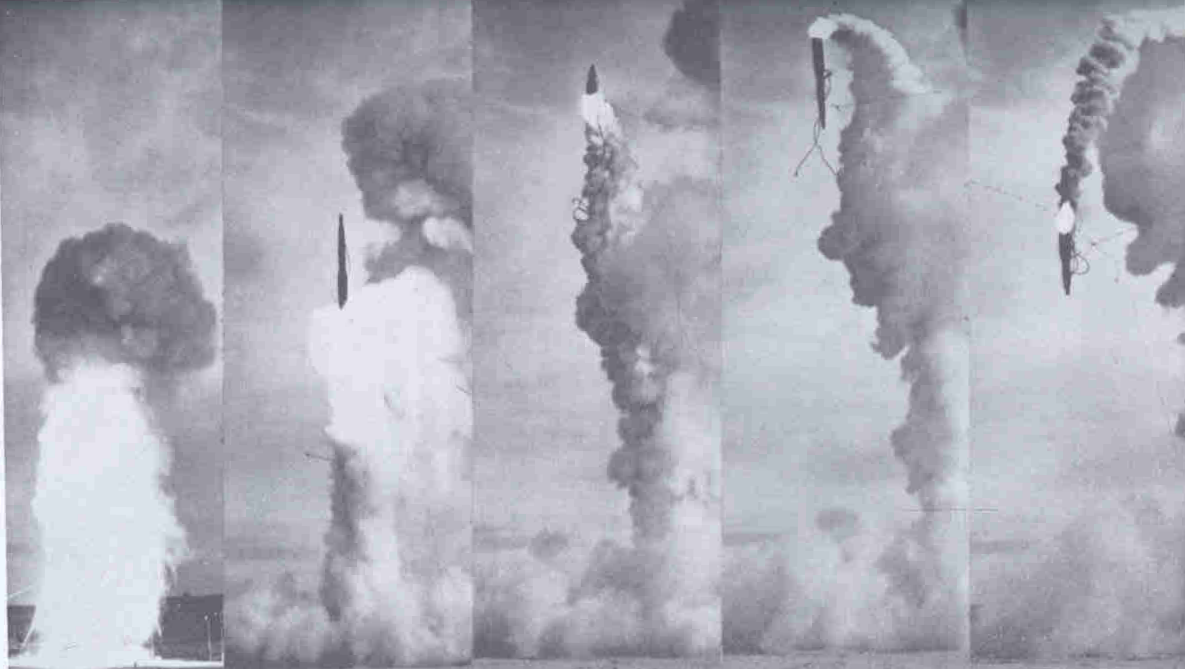
Vérification
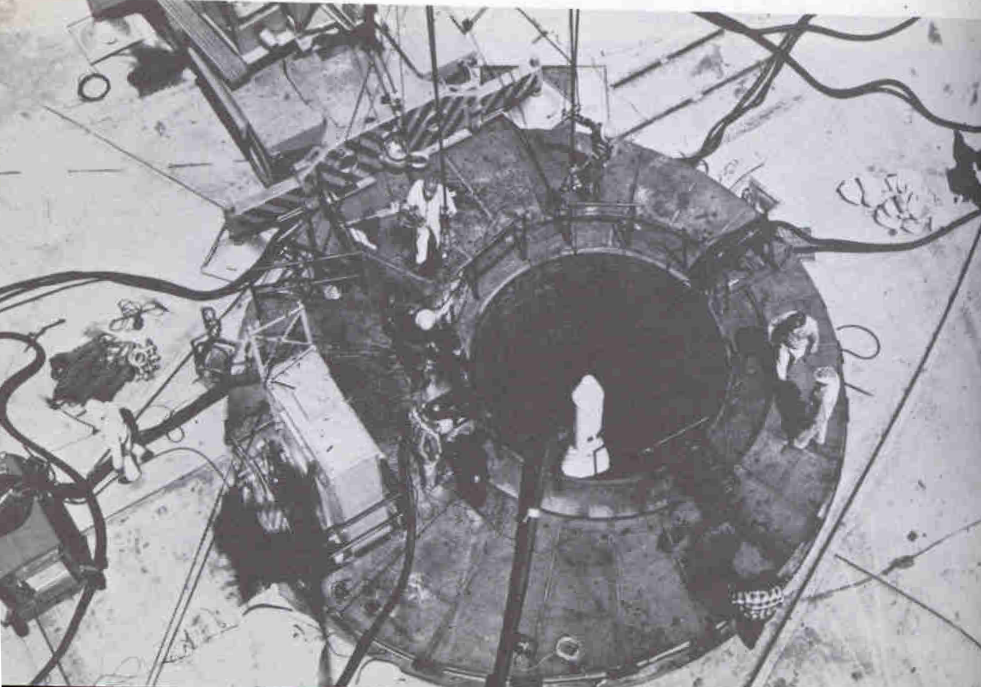
Silo de test
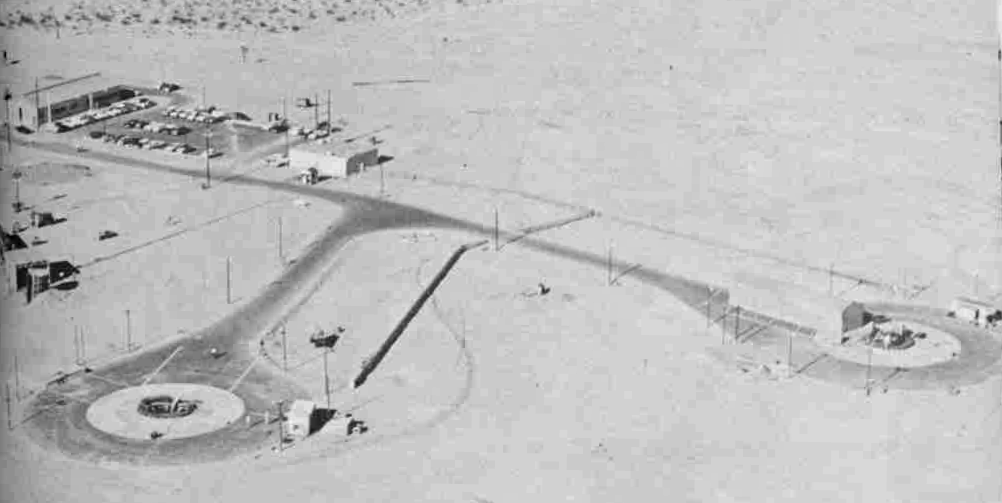
Silos près de Edwards AFB